# Khotun Corona
Khotun Corona est une corona, formation géologique en forme de couronne, située sur la planète Vénus par -46,5° S et 81,5° E. Elle est localisée dans le quadrangle d'Aino Planitia. Elle a été nommée en référence à Khotun, déesse Yakute de l'abondance. 

## Géographie et géologie
Khotun Corona couvre une surface circulaire d'environ 200 km de diamètre. 